# C2007 N3

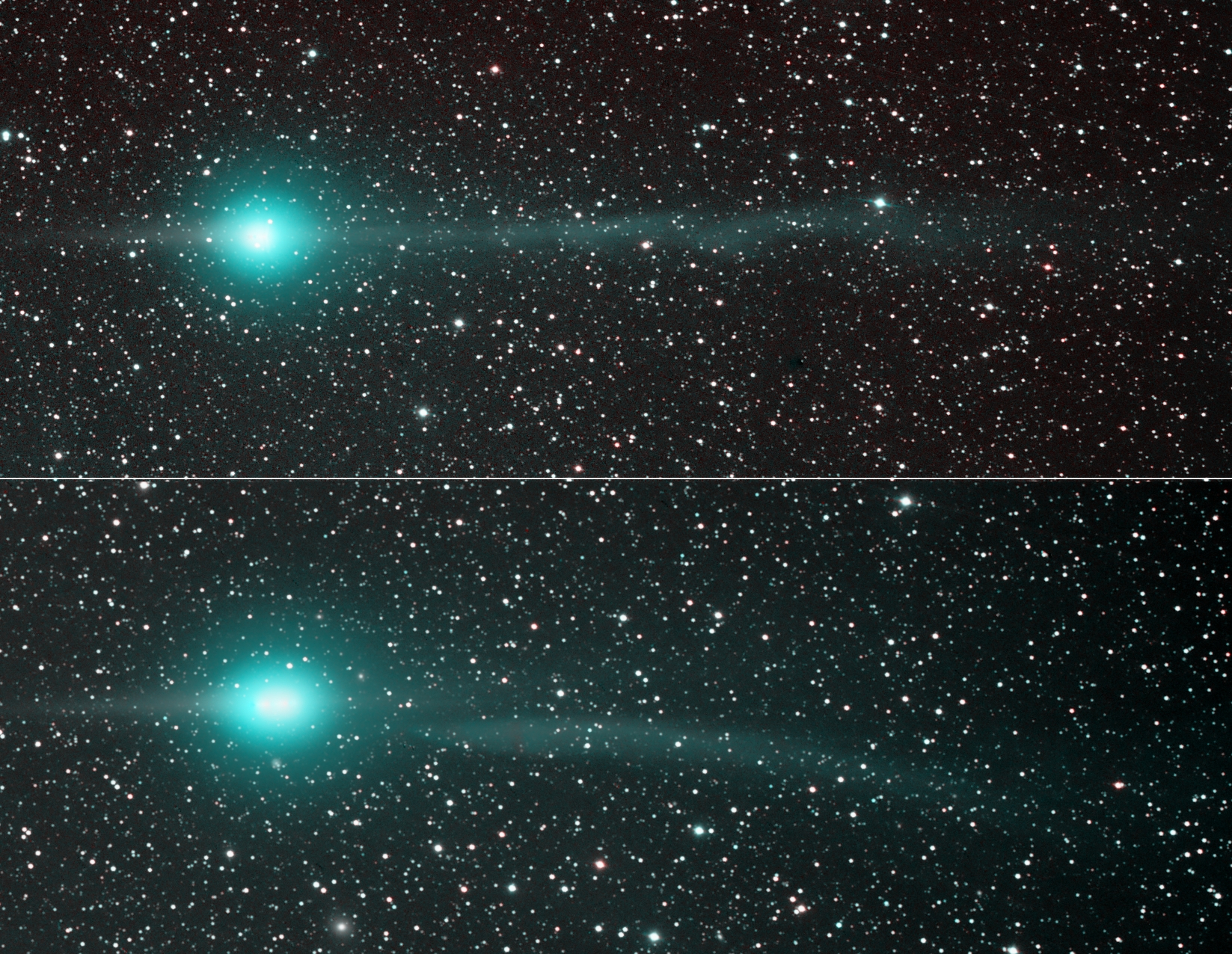
Lulin

Cometa Lulin (designação oficial C/2007 N3 (Lulin)) é um cometa descoberto por Ye Quanzhi e Lin Chi-Sheng do Observatório Lulin em 11 de julho de 2007. É um cometa pouco brilhante, que orbita ao redor do Sol por períodos desconhecidos.